# Feiern – Don’t forget to go home
Feiern – Don’t forget to go home ist ein Dokumentarfilm zu elektronischer Tanzmusik aus dem Jahre 2006. Der Film wurde von Maja Classen in Deutschland produziert.

## Inhalt
Der Film zeigt Menschen der Technokultur, die elektronische Tanzmusik hören und regelmäßig Clubs besuchen. Zum größten Teil beinhaltet der Film aneinandergereihte Interviews und Erzählungen mit Leuten, die ihr Leben der Musik, den Clubs und den Drogen widmen, darunter DJs, Türsteher, Barleute und Tänzer. Dabei werden auch Themen wie zum Beispiel Freundschaft, Homosexualität und Liebe angesprochen. 
Insgesamt beinhaltet das Porträt 19 Gespräche, 56 Nächte und 13 Tracks.

## Produktion und Veröffentlichung
Der Film entstand 2006 unter der Regie von Maja Classen. Die Kamera führte Andreas Bergmann und für den Schnitt war Sylke Rohrlach verantwortlich. Der Text des Films wurde von Rainald Goetz geschrieben.
Premiere des Films war am 22. März 2006 im Babylon-Kino in Berlin. Danach wurde es bei mehreren Filmfestivals gezeigt, darunter achtung berlin - new berlin film award und das 44. Gijón International Film Festival in Spanien. Am 3. November 2006 erschien der Film unter dem Titel Feiern auf DVD bei interGroove Tonträger VertriebsGmbH mit einer Freigabe ab 16 Jahren.

## Soundtrack
1. Gater - Taboo 04:17
2. My My - Serpentine 07:58
3. Seelenluft - Manila (Ewan Pearson Remix) 03:39
4. D'NTEL - The Dream Of Evan And Chan (Superpitcher Remix) 07:06
5. Keith Tucker - It's A Mood 05:04
6. DJ Naughty - Rojo Caliente 06:44
7. UND! - Cocopuffs 05:01
8. Lopazz - I Need Ya 05:25
9. Hey-O-Hansen - Moon (Jack Is A Simple Fella Mix By Thaddi) 06:50
10. Isolée - Krypt 06:53
11. Pigon - Maria Durch Ein Dornwald Ging 07:27
12. Plastikman - Ping Pong
13. Âme - Rej